# Erdős–Nicolas-számok
A számelmélet területén az Erdős–Nicolas-számok olyan pozitív egész számok, melyek nem tökéletesek, de előállnak osztóik valamely sorösszegeként.
Tehát egy n szám akkor Erdős–Nicolas-szám, ha létezik olyan tőle különböző m, melyre
{\displaystyle \sum _{d\mid n,\ d\leq m}d=n.} 
Az első 16 Erdős–Nicolas-szám:
24, 2016, 8190, 42336, 45864, 392448, 714240, 1571328, 61900800, 91963648, 211891200, 1931236608, 2013143040, 4428914688, 10200236032, 214204956672. (A194472 sorozat az OEIS-ben)
Ismert, hogy a sorozat következő, 17. tagja a(17) > 5·1011, valamint a sorozat következő tagjai ismertek még: 104828758917120, 916858574438400, 967609154764800, 93076753068441600, 215131015678525440 és 1371332329173024768.
Az Erdős–Nicolas-számok névadói Erdős Pál és Jean-Louis Nicolas, akik 1975-ben írtak róluk.